# Berlin-Heiligensee
Berlin-Heiligensee [ˈhaɪ̯lɪɡn̩ˌzeː]  est un des onze quartiers de l'arrondissement de Reinickendorf dans la capitale allemande. Il tient son nom du lac de la vierge (Heiligensee), un lac alimenté par la Havel.

## Population
Le quartier comptait 18 043 habitants le 1er janvier 2017 selon le registre des déclarations domiciliaires, c'est-à-dire 1 686 hab./km2.

## Histoire
Le 3 juillet 1945, après la fin de la Seconde Guerre mondiale, les  troupes alliés firent leur entrée dans Berlin. Alors qu'aucun secteur précis n'avait été affecté aux unités françaises, des éléments précurseurs de la 1re armée (800  soldats et 60 officiers), furent autorisés par les autorités britanniques d'occupation à stationner temporairement à Schulzendorf (de). Il faudra attendre le 12 août 1945, pour que deux districts de Reinickendorf et Wedding leur soient officiellement attribués.